# Bensingtonia naganoensis
Bensingtonia naganoensis är en svampart som först beskrevs av Nakase & M. Suzuki, och fick sitt nu gällande namn av Nakase & Boekhout 1988. Bensingtonia naganoensis ingår i släktet Bensingtonia och familjen Agaricostilbaceae.   Inga underarter finns listade i Catalogue of Life.